# 笈田敏夫
笈田 敏夫（おいだ としお、1925年（大正14年）2月21日 - 2003年（平成15年）9月2日）は昭和期のジャズ歌手。戦後を代表するジャズ歌手として活躍した。愛称は「ゲソ」。ドイツベルリン生まれ。
父はピアニストで、園田清秀と共に絶対音感教育を提唱した笈田光吉（本名は逓吉こきち。1902年〜1964年)。母は製薬業を営む亀田通夫の妹の富子。祖父は福井県出身で、陸軍幼年学校英語教官の笈田敏野。妻は女優・歌手の宇治かほる(1931年〜1987年)で、黒澤明の妻の妹。息子は司会者・エッセイストの島敏光（1949年6月22日～ ）。

## 経歴
戦時中は海軍に召集され、大分で終戦を迎える。戦後、数々のバンドを転々とし、1953年（昭和28年）ビクターからレコードデビュー。幼稚舎より慶應義塾に学ぶ。1957年（昭和32年）慶應義塾大学経済科卒業。翌年『嵐を呼ぶ男』に出演する。1961年10月18日、東京赤坂の自宅で警視庁四谷警察署に逮捕される。笈田は銀座のホステスを愛人に持っていたが、この愛人は別の男と二股をかけていた。それを知った笈田が知人の暴力団員に解決を頼んだところ、暴力団員は愛人の浮気相手から30万円を脅し取った。このため笈田も恐喝の幇助犯として1ヶ月間勾留され、1962年3月30日に懲役8月、執行猶予2年の有罪判決を受ける。このスキャンダルにより笈田は芸能界から干されて苦渋をなめた。
1990年（平成2年）にテレビドラマ花王 愛の劇場『家族って』に出演する。
1994年（平成6年）にはニューヨーク公演を行った。
1995年（平成7年）勲四等瑞宝章を受章。
大橋節夫と長年に渡って親交があった。
2003年（平成15年）9月2日、腎盂ガンにより死去。享年78。
1953年（昭和28年）から連続8年、NHK紅白歌合戦に出場している。
生放送中心の黎明期のテレビ界に於いて、1ヶ月間に30本余りの生放送出演をした事がある。

### NHK紅白歌合戦出場歴
| 年度/放送回               | 回 | 曲目                                 | 出演順 | 対戦相手      |
| ------------------------- | -- | ------------------------------------ | ------ | ------------- |
| 1953年（昭和28年）/第4回  | 初 | ばら色の人生                         | 02/17  | 池真理子      |
| 1954年（昭和29年）/第5回  | 2  | 愛の泉                               | 09/15  | ペギー葉山    |
| 1955年（昭和30年）/第6回  | 3  | 恋とは素晴らしいもの                 | 07/16  | ペギー葉山(2) |
| 1956年（昭和31年）/第7回  | 4  | ハイ・ソサエティ・カリプソ           | 12/25  | 池真理子(2)   |
| 1957年（昭和32年）/第8回  | 5  | アレキサンダーズ・ラグタイム・バンド | 04/25  | 藤沢嵐子      |
| 1958年（昭和33年）/第9回  | 6  | オール・ザ・ウェイ                   | 19/25  | ペギー葉山(3) |
| 1959年（昭和34年）/第10回 | 7  | プリテンド                           | 17/25  | 藤沢嵐子      |
| 1960年（昭和35年）/第11回 | 8  | スターダスト                         | 02/27  | 宝とも子      |

注意点
- 曲名の後の（○回目）は紅白で披露された回数を表す。
- 出演順は「出演順/出場者数」で表す。
- 対戦相手の歌手名のカッコ内の数字はその歌手との対戦回数、備考のトリ等の次にあるカッコはトリ等を務めた回数を表す。

## 受賞
- 1985年　水島早苗ジャズヴォーカル賞 奨励賞 （ジャズワールド紙主催）
- 1986年　第11回南里文雄賞 （ジャズボーカリスト）
- 1987年　第42回芸術祭賞 (「ゲソの気まぐれコンサートＶｏｌ．５　“アメリカンポップス日本元年”」の成果)
- 1994年　ツムラジャズボーカル賞 大賞（ジャズワールド紙主催）
- 1995年　勲四等瑞宝章
- 2003年　日本ジャズヴォーカル賞 特別功労賞（死後、長年に功績に対する贈呈）
- 2003年　第45回日本レコード大賞 特別功労賞

## 出演番組
- ラジオ
  - 真夜中ギンギラ大放送 ウィークエンドジャズ（ラジオ関西）

## テレビドラマ
- 土曜ドラマ（NHK）
  - 横浜物語（1982年） - ジョージ菊池